# Katedra w Chartres
Katedra w Chartres (fr. Cathédrale Notre-Dame de Chartres) – gotycka katedra pod wezwaniem Najświętszej Marii Panny, w Chartres, we Francji.

## Historia

- III wiek – według legendy do Chartres przybywają pierwsi chrześcijanie i odnajdują w grocie celtycką rzeźbę brzemiennej kobiety, którą uznają za wyobrażenie brzemiennej Marii Panny. Uznają to za cud i budują pierwszy drewniany kościół;
- XI wiek – przy katedrze działa szkoła z Chartres, zrzeszająca grono czołowych filozofów epoki;
- do końca XII wieku powstają kolejne 4 drewniane kościoły;
- 1194 – pożar trawi drewniany kościół. Podczas pożaru ocalała święta relikwia – sancta camisia, czyli suknia, którą ponoć miała na sobie Maria Panna podczas narodzin Chrystusa. Wydarzenie to zostało uznane za cud i dlatego cystersi decydują się na budowę kamiennej świątyni – nazwiska budowniczych katedry nie są znane; odbudowę prowadzono w latach 1194–1220;
- 1260 – konsekracja katedry[1];
- 1506 – ulega zniszczeniu wieża północna, którą następnie odbudowano.

## Architektura
Obecna gotycka katedra powstała na ruinach katedry romańskiej, która spłonęła w 1194 roku. Jej fundamenty stanowią grube mury, wpuszczone w ziemię na głębokość 8 metrów, dzięki czemu cała budowla jest bardzo stabilna i ma absolutnie równą podstawę. Chór tak jak w katedrze w Paryżu jest pięcionawowy, ale ukształtowanie wieńca kaplic przypomina kościół w Saint Denis. Powodem budowy tak wielkiej świątyni była relikwia w postaci szaty przypisywanej Dziewicy Maryi, która została podarowana kościołowi przez Karola Łysego, którą wcześniej otrzymał Karol Wielki od cesarza bizantyjskiego (obecnie w kaplicy absydy). Główny zachodniej fasady portal, zwany „królewskim”, zakończono około połowy XII stulecia.

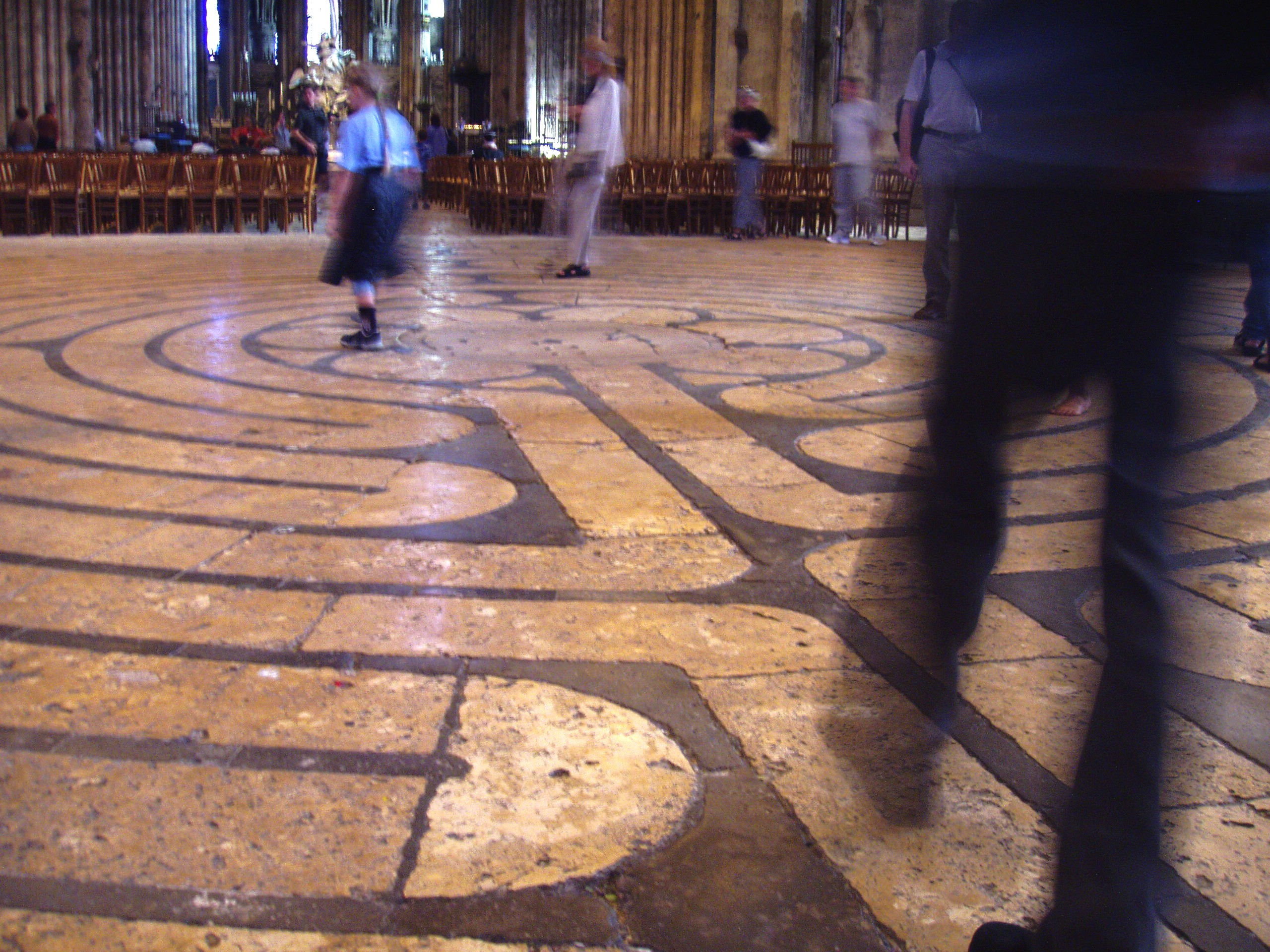
Labirynt w środku

Na konstrukcję ścian katedry składają się wykute w skale filary. Wzmocniono je solidnymi przyporami, składającymi się z filarów i łęków oporowych. Dzięki temu możliwe jest uniesienie ciężaru rozległego sklepienia.
Drewnianą konstrukcję dachu składano na ziemi, a następnie za pomocą wielokrążków wciągano aż na górną krawędź murów. Ustawiano też rusztowania, zaś kamienie potrzebne do budowy dachu wciągano za pomocą wciągarki.
Po zachodniej stronie katedry znajdują się dwie wieże: wyższa (115,18 m) i bardziej wyszukana pochodzi z roku 1513, zaś niższa (105,66 m) i mniej wyszukana zbudowana w latach 1145-1165. Wewnątrz i na zewnątrz budowli znajduje się ponad 10 000 rzeźb z kamienia i szkła.

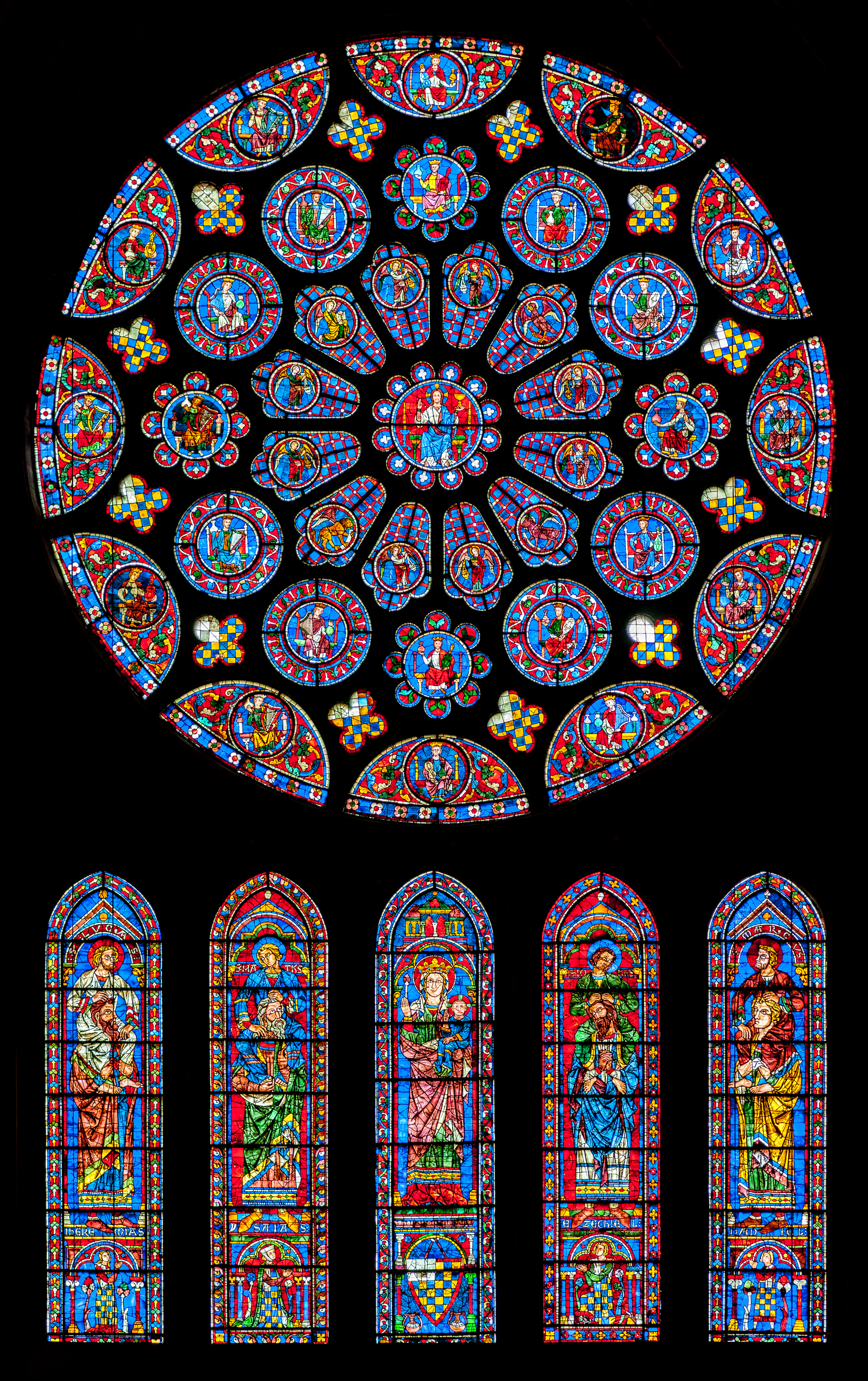
Witraże południowego ramienia transeptu

W katedrze znajduje się 160 kolorowych witraży. Zajmują one łączną powierzchnię ponad 2600 m². Wśród nich można znaleźć sławną Błękitną Różę lub Najświętszą Marię Pannę Pięknego Szkła. Kolorowe kawałki szkła łączono ze sobą ołowianymi spojeniami i żelaznymi prętami.
Wnętrze katedry podzielone jest na trzy nawy. Całkowita długość wynosi 130 metrów, wysokość 37 metrów i szerokość 16,4 metrów.
Na posadzce w sercu katedry znajduje się największy w Europie labirynt. Poza funkcją dekoratywną umożliwiał on człowiekowi średniowiecza odbycie na kolanach wędrówki, rozumianej jako pielgrzymka do Ziemi Świętej, odprawianej najczęściej w akcie pokuty za grzechy.
Białą płytkę z charakterystycznym metalowym guzikiem, umieszczoną w prawej (południowej) nawie bocznej, w dzień przesilenia letniego, 21 czerwca, pomiędzy godziną 12:45 i 12:55 oświetlają promienie słońca.
Katedra w Chartres została jako pierwsza we Francji poświęcona Najświętszej Dziewicy. W średniowieczu co roku odbywały się tu cztery wielkie odpusty, na które ściągały tłumy pielgrzymów.
W 1979 roku katedra została wpisana na listę światowego dziedzictwa kultury UNESCO.